# Verrucaria elaeina
Verrucaria elaeina är en lavart som beskrevs av Borrer. Verrucaria elaeina ingår i släktet Verrucaria och familjen Verrucariaceae.   Inga underarter finns listade i Catalogue of Life.